# Because of You (cântec de Kelly Clarkson)
„Because of You” este o piesă compusă de interpretata de muzică pop-rock Kelly Clarkson. Cântecul reprezintă cel de-al patrulea single extras de pe albumul Breakaway.
In 2007, Clarkson a reînregistrat piesa impreuna cu Reba McEntire pentru albumul Reba:Duets. Această versiune a fost lansată în vara lui 2007, atingând pozitia cu numărul 2 in topul Billoard Hot Country Sogs, devenind primul intrare oficială a interperei în acel top.
Este unul dintre cele mai personale cântece scrise de către Kelly, deoarece a fost compus de către cântăreață ca un mod de a-și exprima durerea prin care a trecut la vârsta de șaisprezece ani, în timpul celui de-al doilea divorț parental. Ani mai târziu textierii și compozitorii David Hodges și Ben Moody au fost impresionați de profunzimea versurilor și, cu mici modificări au adus textul la versiunea final. Acesta este un imn în care Clarkson vorbește despre problemele sale familiale.
Brianne a spus că inițial ea a oferit melodia Because of You pentru a fi inclusă pe primul său album, Thankful, dar casa de discuri a  refuzat-o,  iar când artista a cerut să fie inclus pe cel de-al doilea aceștia nu au fost foarte încântați de idee. Totuși câtecul a câștigat un premiu pentru compoziție în cadrul premiilor ASCAP la categoria Cântecul Anului.

## Conținut
| “                          | Este vorba despre cicul unor familii, ca atunci când te porti în acelasi mod în care parinții se comprtau cu tine iar apoi copii tăi se comportă in acelasi mod în care te compoți cu ei, si se rezuma la ruperea acestui ciclu dacă acesta nu este unul bun[...] Este unul dintre acele cântece in care fiecare se poate gasi, însă nu esti fericit din cauza asta. Este un cântec foarte drag pentru mine. In mod clar, acum suntem foarte diferiti față de perioada când eram mici. Și este important pentru oameni să înteleagă formele crude de sentimente care se întâmplă in viață. Viața este dificilă uneori, de aceea este important de arătat ceea e cred eu. | ” |
| — Kelly Clarkson, MTV News | |   |

## Sursă de inspirație
Clarkson a scris versurile si linia melodică pentru "Because of You" la vârsta de 16 ani pentru a exprima stresul emoțional pe care îl trăia ca urmare a divorțului părinților ei. Clarkson a afirmat că, deși a crescut și a depăsit durerea de atunci, încă se poate regăsi în versurile triste ale "Because of You".
Câțiva ani mai târziu, când i-a întâlnit pe Moody și Hodges, Clarkson i-a întrebat dacă pot scrie, împreună cu ea, câteva cântece. De asemenea le-a cerut să aducă într-o formă potrivită "Because of You" pentru albumul Breakaway, însă a spus că ar înțelege dacă nu le va place melodia si vor vrea să compună un alt cântec împreună cu ea. În fapt, și Moody și Hodges au fost impresionați de cântec si, împreună cu Clarkson, au adus cântecul în forma lui finală.
Clarkson a afirmat că a oferit cîntecul pentru primul ei album, Thankful, însă casa de discuri nu a acceptat să fie inclus pe album. Aceeși problemă a a aparut si la lansarea celui de-al doilea album, însă, în final, melodia a aparut pe albumul respectiv, Breakaway.

## Videoclip
Videoclipul a fost produs de către Vadim Perelman și este bazat pe o poveste reală din copilăria lui Kelly (din cauza naturii acestuia, Clarkson a cerut mai întâi acordul ambilor părinți înainte de a începe filmările).
Acesta începe în căminul actual al lui Kelly, unde ea și partenerul său sunt implicați într-o ceartă aprinsă. Timpul îngheață, iar totul devine static, mai puțin cântăreața care își aduce aminte de traumele din copilărie. Acesta o surprinde pe mama sa luând calmante și plângând.
Punctul cel mai dramatic este cel în care între părinții săi are loc o luptă fizică. Îmediat după acestă parte este arătat tatăl său, care părăsește pentru totdeauna familia. Revăzând aceste clipe dramatice, Kelly realizează importanța familiei și se reîntoarce la soțul său și calmează discuția. În ultima parte a videoclipului poate fi văzută și fiica fictivă a cântăreței care vine și îi îmbrățișează pe amândoi în final.

## Duet cu Reba McEntire
În prima parte a anului 2007 Clarkson a reînregistrat melodia Because of You, alături de cântăreața de muzică country Reba McEntire. Acest duet reprezintă primul single extras de pe albumul Rebei, Duets. Pentru a promova single-ul și noul album al lui McEntire cele două artiste au cântat această piesă în cadrul premiilor Academiei de Muzică Country, care au avut loc pe data de 15 mai 2007. În aceeași zi melodia a fost încredințată posturilor de radio, pentru a fi difuzată. Acest duet a obținut o nominalizare în cadrul premiilor CMA 2007 la categoria Evenimentul Muzical al Anului.
Videoclipul a avut premiera pe data de 20 iunie 2007 și le surprinde pe cele două artiste într-o atmosferă caracteristică anilor 1930. Personajul lui Reba o găsește pe Kelly încercând să ascundă un conflict pe care îl are cu iubitul său. McEntire părăsește camera atunci când începe o luptă între cei doi. Această poveste este împletită cu câteva cadre în care artistele cântă melodia. În timpul acesta Kelly este martoră la un moment neplăcut în care îl surprinde pe iubitul său flirtând cu o altă femeie. După ce evenimentul se încheie este surprins iubitul său în momentul în care vine să îi ceară iertare și să o invite alături de el pentru a-și petrece restul serii alături de el. Clarkson o privește nesigură în ochi pe Reba, care în finalul videoclipului este surprinsă cu o perie de păr în mână, urmărindu-i pe cei doi plecând împreună.

## Topuri
| Chart (2005)                       | Peak position |
| ---------------------------------- | ------------- |
| U.S. Billboard Hot 100             | 7             |
| U.S. Billboard Pop 100             | 2             |
| U.S. Billboard Adult Contemporary  | 3             |
| U.S. Billboard Hot Dance Airplay   | 3             |
| U.S. Billboard Hot Dance Club Play | 24            |
| U.S. ARC Weekly Top 40             | 1             |
| Australian ARIA Singles Chart      | 4             |
| Austria Singles Chart              | 3             |
| Belgium Ultratop 50                | 5             |
| Canadian BDS Airplay Hits Chart    | 2             |
| Dutch Top 40                       | 1             |
| European Singles Chart             | 1             |
| French Singles Chart               | 13            |
| German Singles Chart               | 4             |
| Irish Singles Chart                | 5             |
| Israeli Singles Chart              | 1             |
| Indonesian Airplay Chart           | 1             |
| Mexican Top 100 Singles Chart      | 1             |
| Swiss Singles Chart                | 1             |
| UK Singles Chart                   | 7             |